# Битва при Вильягарсии
В битве при Вильягарсии (также известной как битва при Льерене) 11 апреля 1812 года британская кавалерия под командованием генерал-лейтенанта сэра Степлтона Коттона разгромила французскую кавалерийскую армию во главе с бригадным генералом Франсуа Лаллеманом в деревне Вильягарсия. Сражение произошло во время Пиренейских войн, являющихся частью наполеоновских войн.
Коттон намеревался поймать в ловушку французскую кавалерию, которая оторвалась на несколько километров от основной части своей армии, атаковав её одновременно с фронта и с флангов. План едва не окончился провалом, когда атаковавшие с фронта войска начали преждевременное наступление. Ситуацию спасло своевременное прибытие войск Джона Ле Маршана на левый фланг французов.

## Предыстория

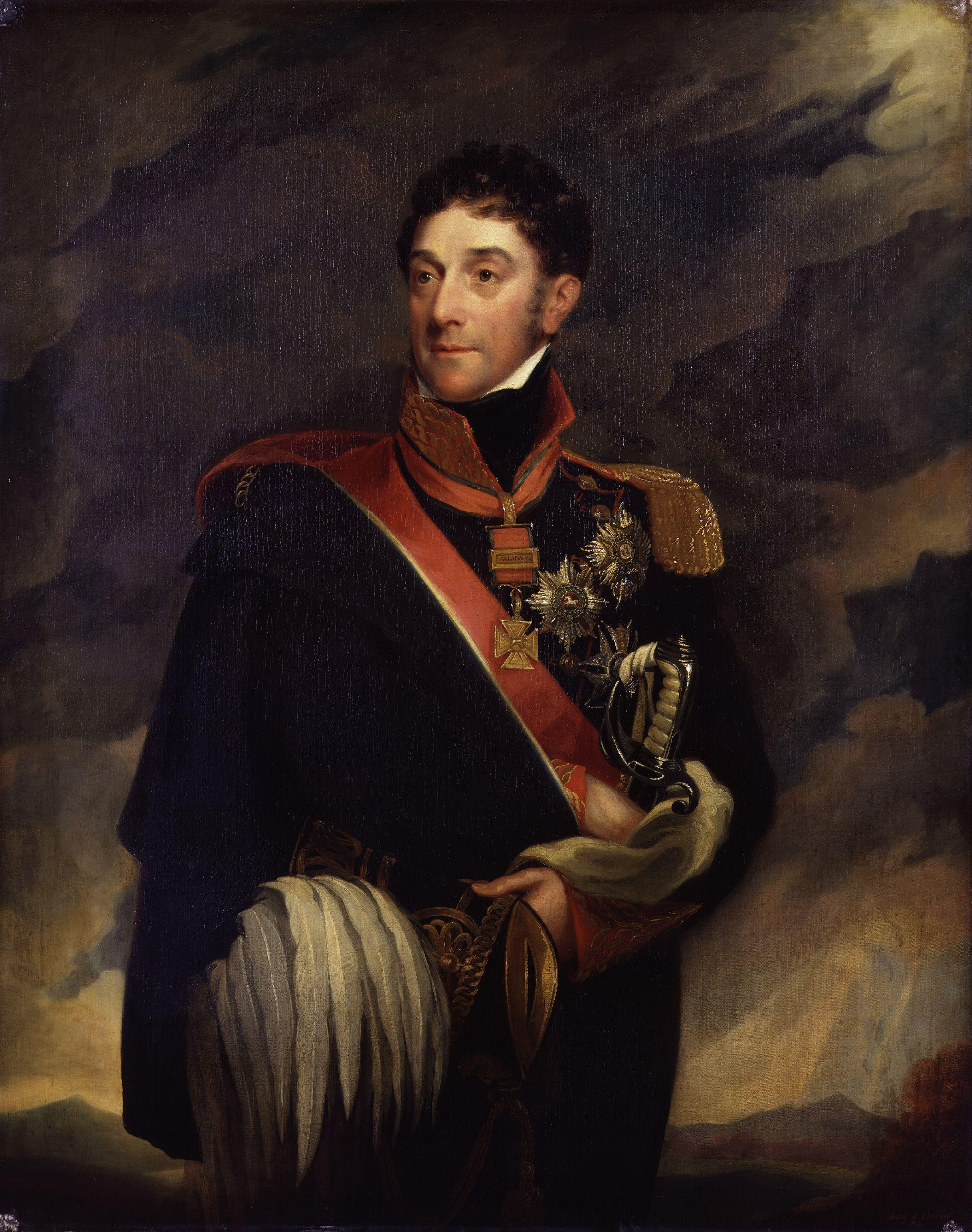
Степлтон Коттон

Недавнее падение оккупированного французами города-крепости Бадахос 6 апреля 1812 года позволило англо-португальским войскам под командованием Веллингтона перейти в стратегическое наступление. До того, как перебросить большую часть своих войск на север, где он начал свою кампанию в Саламанке, Веллингтон доверил значительную часть кавалерии генералу сэру Роланду Хиллу, которому было приказано оттеснять отступающую французскую армию маршала Сульта, который потерпел неудачу в попытке освободить Бадахос, назад в Андалусию, на юг. Французский арьергард под командованием генерала Д’Эрлона получил приказ отступать в сторону Севильи, если на него будет оказано серьёзное давление. Кавалерия Хилла под командованием сэра Степлтона Коттона оказывала именно такое давление на французские войска, всё ещё остававшиеся в провинции Эстремадура.

## Силы сторон
Кавалерия Степлтона Коттона состояла из тяжёлой бригады Джона Ле Маршана (3-й и 4-й драгунские полки и 5-й гвардейский драгунский полк), тяжёлой бригады Джона Слейда (1-й драгунский и 3-й и 4-й гвардейские драгунские полки) и лёгкой бригады (12-й, 14-й и 16-й лёгкие драгунские полки) Фредерика Понсонби (временно командующего из-за отсутствия генерала Ансона). Только бригада Понсонби и 5-й гвардейский драгунский полк были вовлечены в сражение.
Французские кавалерийские войска, прикреплённые к двум пехотным дивизиям д’Эрлона и находившиеся под командованием генерала Франсуа Антуана Лаллемана, состояли из 2-го гусарского и 17-го и 27-го драгунского полков.

## Битва

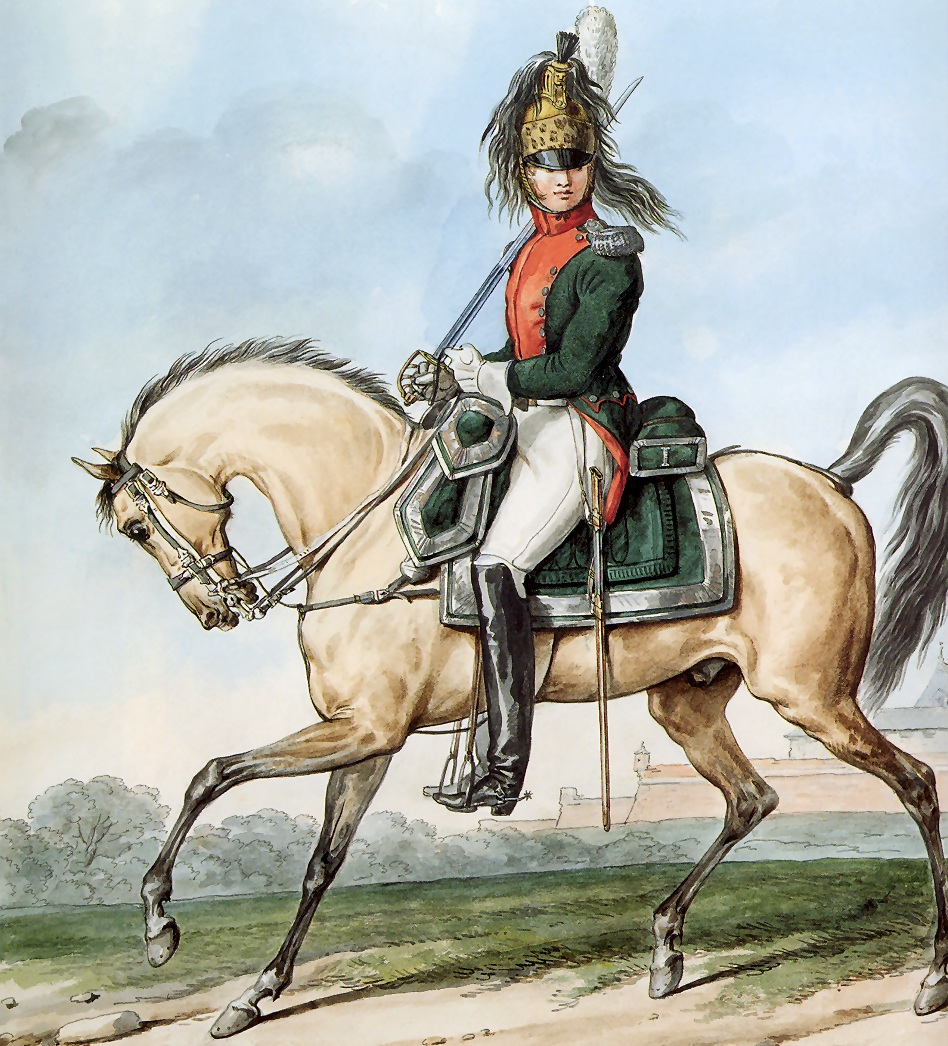
Французский драгунский офицер

Вечером 10 апреля 1811 года генерал Коттон взобрался на шпиль церкви в Биенвениде. Он знал, что французы оккупировали Льерену, и увидел, что в восьми километрах от него, неподалёку от деревни Вильягарсия, находится много французской кавалерии. Коттон решил попытаться поймать французскую кавалерию в ловушку, используя свои превосходящие по численности силы. Ночью он отправил Понсонби с 12-м и 14-м лёгкими драгунскими полками в район Вильягарсии, в то время как Ле Маршан был отправлен в обход, чтобы зайти французам с левого фланга, и, если получится, отрезать им путь к отступлению. Слейду также было поручено сосредоточить свою бригаду в Биенвениде, хотя он и опоздал туда подойти. Коттон оставил 16-й лёгкий драгунский полк в качестве резерва. Ночью Коттон осознал, что прибытие сил Понсонби предупредит французов об опасности ещё до того, как Ле Маршан окажется на расстоянии атаки, и отправил адъютанта с приказом остановить лёгкую кавалерию; к сожалению, этот приказ прибыл слишком поздно.

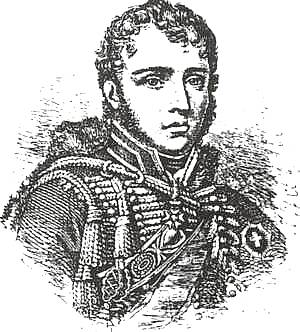
Бригадный генерал Франсуа Антуан Лаллеманн, командующий французскими войсками в Вильягарсии

Два эскадрона британской лёгкой кавалерии вытеснили французские аванпосты из деревни Вильягарсия, но около рассвета натолкнулись на основные силы французской кавалерии и были отбиты. Впоследствии Понсонби обнаружил, что его два полка столкнулись с тремя полками Лаллемана, и ему пришлось отходить в боевом порядке, одновременно отбиваясь от превосходящих сил противника.
Следуя своему приказу, бригада Ле Маршана за ночь провела марш-бросок на большое расстояние по сильно пересечённой местности. Спускаясь с труднопроходимых холмов, граничащих с равниной, где велись боевые действия, Ле Маршан и 5-й гвардейский драгунский полк значительно обогнали два других полка бригады. Проходя через лес, Ле Маршан заметил, что французская кавалерия, построенная в две длинные колонны поэскадронно, теснит шесть эскадронов лёгких драгунов назад к узкому ущелью, окруженному каменными стенами. Ле Маршан понял, что необходимо немедленно атаковать, пока эскадроны Понсонби не оказались загнаны в тупик.

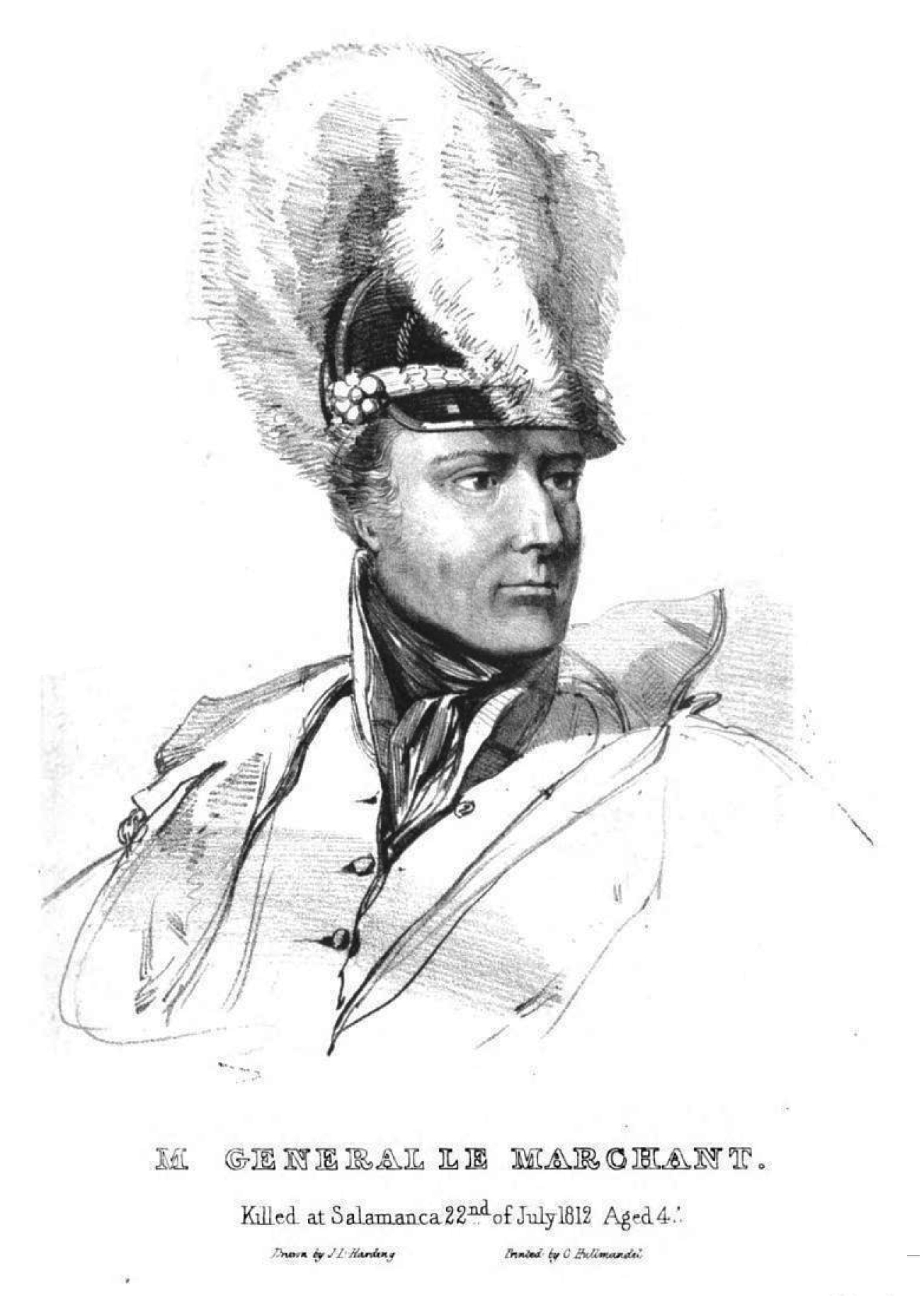
Генерал Джон Ле Маршан (1766—1812)

Известно точно, что Лаллеман заметил слева в лесу фигуры в красных мундирах и сразу же отправился, чтобы предупредить об этом генерала Пейремона, который возглавлял 2-го гусарский полк. Пейремон высмеял опасения Лаллемана, заявив, что британские драгуны, вероятно, представляют собой небольшой отряд, сбившийся с пути.
В этот момент преимущество, которым до того владели французы, внезапно полностью исчезло. Ле Маршан вывел свою драгунскую гвардию из леса, и они, построившись уступом, ринулись в атаку. 5-я драгунский гвардейский полк опрокинул левый фланг французов, причинив ему существенный урон. Одновременно с атакой Ле Маршана 16-й лёгкий драгунский полк во главе с Коттоном появились справа и позади Понсонби; они всем строем перепрыгнули каменную стену и также ринулись в атаку. Французская кавалерия пришла в полное замешательство и её сопротивление было быстро сломлено.
Нанося неприятелю урон и беря его солдат в плен, британцы продолжали преследование вплоть до стен Льерены, где была сосредоточена основная часть сил Д’Эрлона. Французы ненадолго сплотились в канаве на полпути к Льерене, но 16-й лёгкий драгунские полк обошёл их с фланга, и они снова были вынуждены бежать. Через несколько часов французы покинули Льерену и продолжили отступление из Эстремадуры.

## Итог
Французы потеряли 53 убитых и раненых, а также 136 попавших в плен (в том числе 4 офицера, один из них подполковник), и были вынуждены покинуть провинцию Эстремадура. Британцы потеряли 51 человека убитыми и ранеными.
Коттон проявил инициативу в разработке плана по захвату французской кавалерии, однако этот план полностью зависел от точной координации войск на флангах и в центре. В результате он получился слишком сложным и чуть не закончился катастрофой. Однако Коттон проявил гибкость и способность к импровизации, как только стало понятно, что первоначальный план провалился. Тяжелая бригада Слейда вообще не появилась на поле боя.
Ле Маршан в своём первом полноценном сражении в звании генерала проявил себя как способный командующий кавалерией, а также как военный новатор и наставник.